# 阿太村
阿太村（あたむら）は、奈良県中部、宇智郡に属していた村。
現在は五條市と吉野郡大淀町の一部。

## 歴史
1889年（明治22年）4月1日 - 町村制の施行により、佐名伝村、東阿田村、西阿田村、山田村、原村、大野新田、島野村、湯谷市塚村、車谷村、滝村、南阿田村、八田村が合併し宇智郡阿太村が成立。
1891年（明治24年）9月24日 - 阿太村が分割され、一部（佐名伝・東阿田・西阿田・山田・原・大野新田）に大阿太村が、残部（島野・湯谷市塚・車谷・滝・南阿田・八田）に南阿太村がそれぞれ発足。同日阿太村廃止。